# Amphigyra alabamensis
Amphigyra alabamensis foi uma espécie de gastrópodes da família Planorbidae.
Foi endémica dos Estados Unidos da América.